# 친일파 708인 명단
친일파 708인 명단(親日派 708人 名單)은 2002년 2월 28일 대한민국 국회의 민족정기를 세우는 국회의원모임(회장 김희선)이 발표한 주요 친일 인사 708명에 관한 명단이다. 이들 명단은 1948년 대한민국 제헌국회에서 제정된 《반민족행위처벌법》에 근거하여 작성되었다.
이 모임은 광복회(회장 윤경빈)와 함께 심사하여 명단을 공개했으며 이 가운데 692명은 광복회와 합의하에, 사회, 문화, 예술 분야에서 공이 커서 친일파 규정에 논란이 많은 나머지 16명은 별도로 발표했다.
다음 목록은 각 분야별로 발표된 목록이다.
1. 을사오적 : 5명
2. 정미칠적 : 7명
3. 일진회 : 9명
4. 경술국적 : 8명
5. 조선귀족 : 115명
6. 일본 귀족원 의원 및 제국의회 의원 : 명
7. 중추원 : 561명
8. 도지사 : 43명
9. 도 참여관 : 103명
10. 조선총독부 국장 : 6명
11. 조선총독부 사무관 : 85명
12. 조선총독부 판검사 : 4명
13. 조선총독부 판사 : 16명
14. 조선총독부 군인 : 7명
15. 애국자 살상자 : 22명
16. 밀정 : 16명
17. 경시 : 103명
18. 고등계 형사 : 10명
19. 군수산업 관련자 : 12명
20. 친일단체 : 21명
21. 기타 : 74명
22. 사회, 문화, 예술계 : 16명 (집중심의 대상)

## 참고 자료
- “일제 친일반민족행위자 708명 명단”. 한겨레. 2002년 2월 28일. 2012년 3월 25일에 원본 문서에서 보존된 문서. 2008년 12월 9일에 확인함.
- “국회민족정기모임 발표 친일파 708명 명단(한자이름)”. 한겨레. 2002년 2월 28일. 2005년 3월 17일에 원본 문서에서 보존된 문서. 2008년 12월 9일에 확인함.